# هانز أبيل
هانز إبرهارد أبيل (25 فبراير 1932 - 6 سبتمبر 2011) سياسيًا ألمانيًا وعضوًا في الحزب الديمقراطي الاجتماعي الألماني (SPD). من عام 1972 إلى عام 1974 كان وزير الدولة البرلماني لوزير الخارجية. من عام 1974 إلى 1978 كان وزير المالية ومن 1978 إلى 1982 كان وزيرا للدفاع.

## التعليم والوظيفة
بعد الانتهاء من أبيتور (التي تعادل تقريبًا التخرج من المدرسة الثانوية، اختبار A-Level) في عام 1954 في هامبورغ، عمل في التدريب المهني كرجل أعمال استيراد وتصدير في هامبورغ. بعد الانتهاء من التدريب المهني، ذهب إلى الجامعة، حيث درس الاقتصاد. في عام 1960 حصل على دكتوراه في العلوم السياسية. من 1958 إلى 1961 كان سكرتير المجموعة الاشتراكية في البرلمان الأوروبي.
في عام 1962 أصبح موظفًا مدنيًا في البرلمان الأوروبي، حيث شغل منصب رئيس القسم المسؤول عن الاقتصاد والمالية والنقل. في عام 1993 تم تعيينه أستاذا فخريا للاقتصاد في جامعة روستوك.

## عائلة

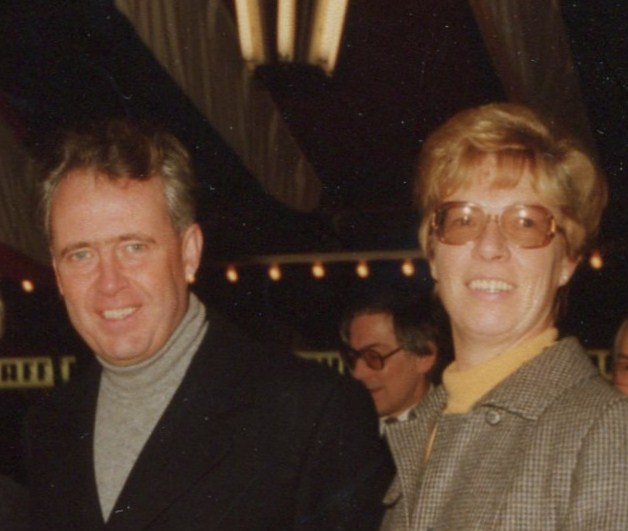
السيد والسيدة. آبل في 1990

تزوج هانز وإنجريد آبل عام 1956؛ كان لديهم ابنتان.

## المناصب الحكومية

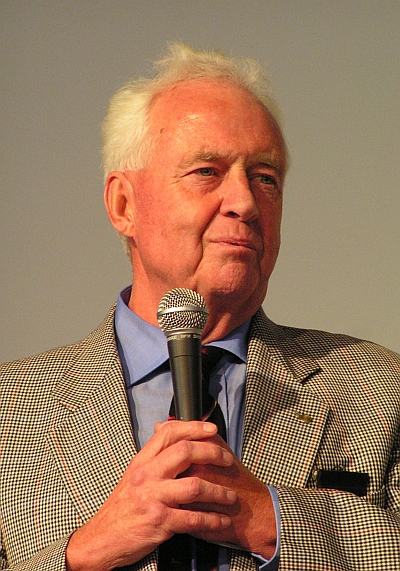
آبل في 2005

في عام 1972، تم تعيين أبيل وزيرًا برلمانيًا للشؤون الأوروبية في وزارة الخارجية الألمانية. في عام 1974 عين وزيراً للمالية في حكومة هيلموت شميدت. بعد مجلس الوزراء التعديل الوزاري لعام 1978، وقال انه تم وضع المسؤول في وزارة الدفاع.
غادر الحكومة في 1 أكتوبر 1982، بعد أن أصبح هيلموت كول مستشارًا. في عام 1985، ترشح كمرشح أعلى لحزب SPD في برلين، مما يعني ضمناً أن يكون عمدة برلين، لكنه خسر أمام مرشح حزب الاتحاد الديمقراطي المسيحي إبرهارد ديبجن.

## روابط خارجية
- هانز أبيل على موقع IMDb (الإنجليزية)
- هانز أبيل على موقع مونزينجر (الألمانية)
- هانز أبيل على موقع ميوزك برينز (الإنجليزية)
- هانز أبيل على موقع ديسكوغز (الإنجليزية)
- معلومات عن Apel من وزارة الدفاع الألمانية (الإنجليزية)
- مقابلة مع هانز أبيل في الأرشيف التاريخي للاتحاد الأوروبي في فلورنسا

|-
! المناصب السياسية

|-
|-
|سبقه
{{{سبقه}}}
|{{{العنوان}}}
{{{الأعوام}}}

| تبعه
{{{تبعه}}}
|-